# Predizborno sučeljavanje
Predizborno sučeljavanje javna je debata koja se održava tijekom kampanje za izbore, gdje politički kandidati potencijalnim glasačima iznose svoja politička mišljenja i prijedloge javnih politika te kritike na njihov račun. Obično se emitiraju uživo na radiju, televiziji i internetu. Događaje mogu organizirati medijske kuće ili nevladine organizacije.
Rasprave lidera često su popularne među glasačima, na čije odluke može uvelike utjecati ishod. U nekim zemljama, politički lideri su povremeno pokušavali koristiti rekvizite (kao što su karte ili znakovi sa sloganima) tijekom rasprave s različitim stupnjevima uspjeha.
Prethodnici televizijskih debata bili su forumi kandidata emitirani putem radija tijekom izbora 1920-ih. Uspjeh ranih televizijskih debata, poput američke predsjedničke debate 1960. između Johna F. Kennedyja i Richarda Nixona, koju je gledalo 70 milijuna ljudi, na kraju će potaknuti želju za održavanjem sličnih televizijskih debata u zemljama pod parlamentarnim sustavom. Televizija se brzo pokazala izvrsnim i učinkovitim sredstvom za dopiranje do velikih skupina biračkog tijela. 
Jedinstveni aspekt parlamentarnog sustava koji dovodi do želje za održavanjem rasprava stranačkih vođa je taj da je stranački vođa obično stranački pretpostavljeni kandidat za vođenje vlade, jer će prema ustavnoj konvenciji on obično postati premijer ako će njegova stranka dobiti većinu za sastavljanje vlade. 
Točan oblik predizbornoga sučeljavanja varira, ali obično će započeti s kratkim uvodnim izlaganjem svakog kandidata. Potom će panel novinara postavljati niz pripremljenih pitanja na koja će odgovarati ili svi politički kandidati ili jedan određeni kandidat. Nakon što kandidat odgovori na svako pitanje, drugi kandidat može dobiti priliku za repliku, a nekada se može odvojiti vrijeme da svi kandidati kažu svoje mišljenje. 
Moderator će obično pokušati provesti određenu kontrolu kroz sve ovo, a zatim će prekinuti raspravu nakon isteka vremena kako bi se moglo postaviti sljedeće pitanje. Nakon što novinari završe s postavljanjem pitanja, svaki kandidat iznijet će svoje završne riječi i rasprava će završiti.